# Sebastián Gómez
Sebastián Gómez Londoño (Girardota, 3 de junho de 1996) é um futebolista colombiano que atua como meio-campista. Atualmente, joga pelo Coritiba.

## Carreira

### Clubes
Revelado nas categorias de base do Atlético Nacional, Gómez começou a ganhar experiência profissional por meio de empréstimo ao Leones em 2016, onde teve destaque como capitão e ajudou na promoção à primeira divisão colombiana.
Retornou ao Atlético Nacional em 2019, consolidando-se como peça importante do meio-campo do clube. Capitão da equipe, destacou-se pela entrega tática, qualidade na distribuição de jogo e intensidade na marcação. Durante sua passagem pelo clube, conquistou a Campeonato Colombiano de Futebol (Apertura 2022), a Copa da Colômbia (2021) e a Superliga da Colômbia (2023).
Em 2023, transferiu-se para o Coritiba, do Brasil, integrando o elenco para a disputa da Série B do Campeonato Brasileiro.
Em novembro de 2024, foi convocado pela primeira vez para a seleção principal da Colômbia, visando os jogos das Eliminatórias da Copa do Mundo de 2026. A convocação foi um reconhecimento ao bom momento do volante no futebol brasileiro.
No início de maio de 2025, durante a disputa da Série B, Gómez concedeu entrevista destacando que o Coritiba precisava ser mais efetivo nas finalizações para evitar repetir erros da temporada anterior. Ele ressaltou a importância da concentração e intensidade nos jogos para alcançar o retorno à elite do futebol brasileiro.

## Títulos
Atlético Nacional
- Campeonato Colombiano de Futebol: 2022 (Apertura)[1]
- Copa da Colômbia: 2021[1]
- Superliga da Colômbia: 2023[1]